# Badminton nos Jogos Pan-Americanos de 2019
As competições de badminton nos Jogos Pan-Americanos de 2019 foram disputadas em Lima entre 29 de julho e 2 de agosto no Complexo Polidesportivo 3. Cinco eventos concederam medalhas: simples masculino e feminino, duplas masculinas e femininas e duplas mistas.

## Calendário
| Julho / Agosto | 24 | 25 | 26 | 27 | 28 | 29 | 30 | 31 | 1 | 2 | 3 | 4 | 5 | 6 | 7 | 8 | 9 | 10 | 11 |
| -------------- | -- | -- | -- | -- | -- | -- | -- | -- | - | - | - | - | - | - | - | - | - | -- | -- |
| Badminton      |    |    |    |    |    |    |    |    |   | 5 |   |   |   |   |   |   |   |    |    |

|  | Dia de competição |  | Dia de final |

## Medalhistas
Masculino
| Evento              | Ouro                                | Prata                                     | Bronze                                        |
| ------------------- | ----------------------------------- | ----------------------------------------- | --------------------------------------------- |
| Individual detalhes | Ygor Coelho BRA Brasil              | Brian Yang CAN Canadá                     | Jason Ho-Shue CAN Canadá                      |
| Individual detalhes | Ygor Coelho BRA Brasil              | Brian Yang CAN Canadá                     | Kevin Cordón GUA Guatemala                    |
| Duplas detalhes     | Jason Ho-Shue Nyl Yakura CAN Canadá | Phillip Chew Ryan Chew USA Estados Unidos | Osleni Guerrero Leodannis Martínez CUB Cuba   |
| Duplas detalhes     | Jason Ho-Shue Nyl Yakura CAN Canadá | Phillip Chew Ryan Chew USA Estados Unidos | Fabrício Farias Francielton Farias BRA Brasil |

Feminino
| Evento              | Ouro                                     | Prata                                     | Bronze                                          |
| ------------------- | ---------------------------------------- | ----------------------------------------- | ----------------------------------------------- |
| Individual detalhes | Michelle Li CAN Canadá                   | Rachel Honderich CAN Canadá               | Iris Wang USA Estados Unidos                    |
| Individual detalhes | Michelle Li CAN Canadá                   | Rachel Honderich CAN Canadá               | Nikté Sotomayor GUA Guatemala                   |
| Duplas detalhes     | Rachel Honderich Kristen Tsai CAN Canadá | Keui-Ya Chen Jamie Hsu USA Estados Unidos | Tamires Santos Fabiana da Silva                 |
| Duplas detalhes     | Rachel Honderich Kristen Tsai CAN Canadá | Keui-Ya Chen Jamie Hsu USA Estados Unidos | BRA Brasil Jaqueline Lima Sâmia Lima BRA Brasil |

Misto
| Evento          | Ouro                                       | Prata                              | Bronze                                           |
| --------------- | ------------------------------------------ | ---------------------------------- | ------------------------------------------------ |
| Duplas detalhes | Joshua Hurlburt-Yu Josephine Wu CAN Canadá | Nyl Yakura Kristen Tsai CAN Canadá | Fabrício Farias Jaqueline Lima BRA Brasil        |
| Duplas detalhes | Joshua Hurlburt-Yu Josephine Wu CAN Canadá | Nyl Yakura Kristen Tsai CAN Canadá | Howard Shu Paula Lynn Obañana USA Estados Unidos |

## Quadro de medalhas
| Ordem | País               | Medalha de ouro | Medalha de prata | Medalha de bronze |    |
| ----- | ------------------ | --------------- | ---------------- | ----------------- | -- |
| 1     | CAN Canadá         | 4               | 3                | 1                 | 8  |
| 2     | BRA Brasil         | 1               |                  | 4                 | 5  |
| 3     | USA Estados Unidos |                 | 2                | 2                 | 4  |
| 4     | GUA Guatemala      |                 |                  | 2                 | 2  |
| 5     | CUB Cuba           |                 |                  | 1                 | 1  |
| TOTAL | TOTAL              | 5               | 5                | 10                | 20 |